# Équipe des Palaos féminine de basket-ball
Maillots
Actualités
L'équipe des Palaos féminine de basket-ball, est la sélection des meilleurs joueurs Paluanes de basket-ball. Elle est placée sous l'égide de la Fédération des Palaos de basket-ball.
En 1988, elle rejoint la FIBA, plus tard la FIBA Océanie.

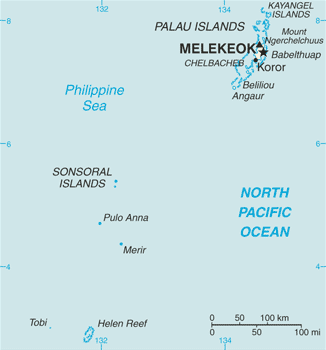
Carte des Palaos.

## Palmarès

### Basket-ball aux Jeux olympiques
Vierge (0/11)

### Championnat du monde de basket-ball féminin
Vierge (0/17)

### Championnat d'Océanie de basket-ball féminin
Vierge (0/17)

### Tournoi d'Océanie de basket-ball féminin
Vierge (0/7)

### Parcours au tournoi de basket-ball aux Jeux du Pacifique
| Année | Position | Match | Victoire | Nul | Défaite | Paniers marqués | Paniers encaissés |
| ----- | -------- | ----- | -------- | --- | ------- | --------------- | ----------------- |
| 1966  | X        | -     | -        | -   | -       | -               | -                 |
| 1969  | X        | -     | -        | -   | -       | -               | -                 |
| 1971  | X        | -     | -        | -   | -       | -               | -                 |
| 1975  | X        | -     | -        | -   | -       | -               | -                 |
| 1979  | X        | -     | -        | -   | -       | -               | -                 |
| 1983  | X        | -     | -        | -   | -       | -               | -                 |
| 1987  | X        | -     | -        | -   | -       | -               | -                 |
| 1991  | X        | -     | -        | -   | -       | -               | -                 |
| 1995  | X        | -     | -        | -   | -       | -               | -                 |
| 1999  | 6e       | 7     | 2        | 0   | 5       | 395             | 516               |
| 2003  | 7e       | 6     | 0        | 0   | 6       | 290             | 482               |
| 2007  | X        | -     | -        | -   | -       | -               | -                 |
| 2011  | X        | -     | -        | -   | -       | -               | -                 |
| 2015  | X        | -     | -        | -   | -       | -               | -                 |
| 2019  | X        | -     | -        | -   | -       | -               | -                 |
| Total | X        | 13    | 2        | 0   | 11      | 685             | 998               |

### Parcours au tournoi de basket-ball aux Jeux de la Micronésie
| Année | Position | Match | Victoire | Nul | Défaite | Paniers marqués | Paniers encaissés |
| ----- | -------- | ----- | -------- | --- | ------- | --------------- | ----------------- |
| 2006  | 2e       | 6     | 4        | 0   | 2       | 304             | 265               |
| 2010  | X        | -     | -        | -   | -       | -               | -                 |
| 2014  | 5e       | 6     | 3        | 0   | 3       | 325             | 303               |
| 2018  | X        | -     | -        | -   | -       | -               | -                 |
| Total | X        | 12    | 7        | 0   | 5       | 629             | 568               |

## Nations rencontrées
| Adversaire                | Joués | Victoires | Matchs nuls | Défaites | Paniers marqués | Paniers encaissés |
| ------------------------- | ----- | --------- | ----------- | -------- | --------------- | ----------------- |
| Îles Mariannes du Nord    | 3     | 2         | 0           | 1        | 134             | 142               |
| Guam                      | 3     | 0         | 0           | 3        | 165             | 231               |
| Papouasie-Nouvelle-Guinée | 2     | 0         | 0           | 2        | 122             | 158               |
| Nouvelle-Calédonie        | 2     | 0         | 0           | 2        | 85              | 160               |
| Fidji                     | 2     | 0         | 0           | 2        | 79              | 197               |
| Vanuatu                   | 1     | 1         | 0           | 0        | 64              | 55                |
| Tahiti                    | 1     | 0         | 0           | 1        | 34              | 67                |
| Samoa                     | 1     | 0         | 0           | 1        | 56              | 71                |
| Îles Cook                 | 1     | 1         | 0           | 0        | 71              | 59                |
| Samoa américaines         | 1     | 0         | 0           | 1        | 55              | 79                |
| Nauru                     | 1     | 1         | 0           | 0        | 75              | 32                |
| Îles Marshall             | 1     | 0         | 0           | 1        | 37              | 65                |
| Pohnpei                   | 3     | 1         | 0           | 2        | 144             | 148               |
| Chuuk                     | 2     | 2         | 0           | 0        | 137             | 72                |
| Yap                       | 1     | 1         | 0           | 0        | 56              | 30                |
| Total                     | 25    | 9         | 0           | 16       | 1314            | 1566              |